# Justine Triet
  Justine Triet    (Fécamp, 17 de juliol de 1978) és una directora de cinema francesa diplomada per l'Escola nacional superior de belles arts de París, guionista i actriu. El seu primer llargmetratge La Bataille de Solférino, va ser presentat al Festival de Canes de 2013 en la programació de l'Associació del cinema independent per a la seva difusió (Acid). Amb el seu film Anatomie d'une chute (Anatomia d'una caiguda) va obtenir la Palma d'Or del Festival Internacional de Cinema de Canes de 2023.

## Biografia
Amb Antonin Peretjatko, Guillaume Brac, Sébastien Betbeder, Djinn Carrenard o Vincent Macaigne forma part d'una generació de joves cineastes francesos destacats pels Cahiers du cinéma l'abril de 2013 i descoberta al festival de Cannes del mateix any.
Després de diplomar-se el 2003, participa en diversos festivals (el seu curtmetratge Trasverse és seleccionat en el marc de les Trobades Internacionals París/Berlín 2004; el vídeo L'amor és un gos de l'infern és projectada a la Biennal d'art contemporani a Lió el 2006).
Com a actriu, ha actuat a la pel·lícula Cròniques de 2005 de Virgil Vernier, que dibuixa el retrat d'una generació a través de moments de les vides de cinc joves urbans.
El 2013, el seu primer llargmetratge de ficció, La Bataille de Solférino, és presentat al Festival de Canes 2013 en la programació de l'Acid. S'estrena en sales el 18 de setembre de 2013

## Filmografia[6]

### Directora
| Any  | Títol                        | Acreditada com... | Acreditada com... | Acreditada com... | Annotacions             |
| Any  | Títol                        | Directora         | Guionista         | Muntatge          | Annotacions             |
| ---- | ---------------------------- | ----------------- | ----------------- | ----------------- | ----------------------- |
| 2007 | Sur place                    | Sí                | No                | Sí                | Curtmetratge            |
| 2007 | L'ordre des mots             | No                | No                | Sí                | Documental              |
| 2008 | Solférino                    | Sí                | No                | Sí                | Documental              |
| 2010 | Des ombres dans la maison    | Sí                | No                | Sí                | Curtmetratge documental |
| 2012 | Vilaine fille mauvais garçon | Sí                | Sí                | No                | Curtmetratge            |
| 2013 | La bataille de Solférino     | Sí                | Sí                | No                |                         |
| 2016 | Victoria                     | Sí                | Sí                | No                |                         |
| 2019 | Sibyl                        | Sí                | Sí                | No                |                         |
| 2023 | Anatomia d'una caiguda       | Sí                | Sí                | No                |                         |

### Actriu
- 2007: Chroniques de 2005 de Virgil Vernier

## Premis i nominacions

### Premis
- 2012: Premi EFA a la millor pel·lícula europea – Curts Berlinale 2012 per Vilaine Fille, mauvais garçon
- 2012: Gran Premi - Festival Primers Plans d'Angers 2012 per Vilaine Fille, mauvais garçon
- 2012: Gran Premi i Premi del públic - Festival de cinema de Belfort 2012
- 2023: Palma d'Or del Festival Internacional de Cinema de Canes a la pel·lícula Anatomie d'une chute (Anatomia d'una caiguda)[7]
- 2025: Premi Gaudí a la millor pel·lícula europea[8]

### Nominacions
- 2012: Ós d'Or al millor curtmetratge per Vilaine fille mauvais garçon
- 2014: César a la millor primera pel·lícula per La bataille de Solférino